# Kagor

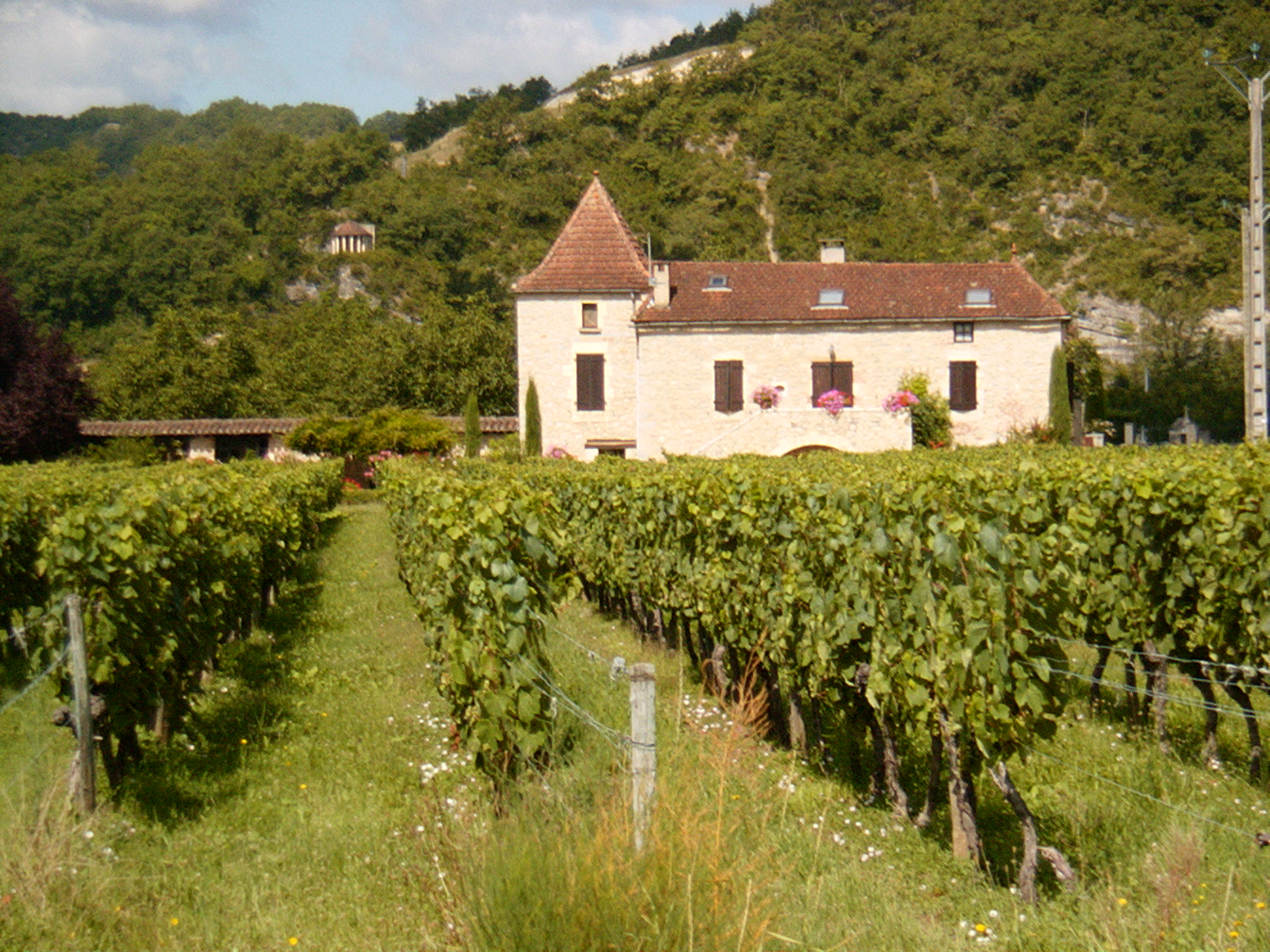
Vinice ve francouzském Cahors

Fortifikované dezertní moldavské víno Kagor se získává z přezrálých hroznů révy Cabernet-Sauvignon. Hrozny této révy jsou ponechány dlouho na keřích, aby dobře vyzrály a získaly vyšší množství hroznového cukru a vyšší intenzitu chuťových a aromatických látek. Zjednodušeně řečeno Kagor obsahuje fyziologicky získanou vodu, minerální a organické látky.

## Historie
Víno Kagor pochází původně z Francie. Jeho název je odvozen od jihofrancouzského města Cahors, kde se podobná vína pěstovala už od 13. století.
Do Ruska bylo přivezeno za cara Petra Velikého kolem roku 1700.

## Současnost
V současnosti se pěstuje ve více zemích bývalého Sovětského svazu, kromě Ruska a Moldavska také např. na Ukrajině. V současnosti se moldavský Kagor dodává i pro britský královský dvůr.

## Užití
Je často užíván jako liturgické víno v pravoslaví.